# Agostino Mathis
Agostino Giuseppe Giovanni Maria Mathis (* 29. Januar 1940 in Turin) ist ein italienischer Diplomat im Ruhestand.

## Werdegang
Am 26. November 1962 schloss er ein Studium der Rechtswissenschaft und am 1. April 1965 ein Studium der Politikwissenschaft ab.
Am 1. September 1964 trat er in den auswärtigen Dienst.
Ab 28. November 1964 war er im Außenministerium beschäftigt.
Ab 1. September 1965 war er Beamter zur Anstellung.
Am 3. November 1966 wurde er zum Gesandtschaftssekretär dritter Klasse ernannt.
Ab 15. September 1967 war er Vizekonsul in New York City, wo er
am 21. Dezember 1967 zum Gesandtschaftssekretär zweiter Klasse,
am 30. Dezember 1969 zum Gesandtschaftssekretär erster Klasse ernannt wurde.
Am 7. Juli 1970 wurde er als Gesandtschaftssekretär erster Klasse beim UNO-Hauptquartier akkreditiert.
Ab 12. Juli 1972 war er Gesandtschaftssekretär erster Klasse in Peking, wo er
am 1. Mai 1974 zum Gesandtschaftsrat ernannt wurde.
Ab 22. Oktober 1974 war er Gesandtschaftsrat  in Tokio.
Ab 1. April 1977 war er Gesandtschaftsrat  in der Abteilung 3.
Vom 29. Juni 1977 bis 29. Juni 1978 wurde er am Diplomatischen Institut fortgebildet.
Ab 29. Juni 1978 war er Gesandtschaftsrat in der Abteilung 9.
Am 12. Januar 1980 erhielt er Exequatur als Generalkonsul in Sydney.
Ab 15. März 1983 war er Gesandtschaftsrat nächst dem Büro der Vereinten Nationen in Genf.
Ab 21. Januar 1986 war er Gesandtschaftsrat im besonderen Dienst in Rom.
Am 21. November 1986 wurde er zum außerordentlichen Gesandten und Bevollmächtigten zweiter Klasse ernannt.
Ab 30. März 1987 war er außerordentlicher Gesandter und Bevollmächtigter zweiter Klasse in der Abteilung 15.
Ab 21. September 1987 war er außerordentlicher Gesandter und Bevollmächtigter zweiter Klasse in der Abteilung 16.
Vom 12. Februar 1990 bis 13. Juni 1994 war er Botschafter in Sofia.
Vom 13. Juni 1994 bis 3. März 1997 war er Botschafter in Tripolis, wo er am 2. Mai 1996 zum außerordentlichen Gesandten und Bevollmächtigten erster Klasse ernannt wurde.
Ab 3. März 1997 war er außerordentlicher Gesandter und Bevollmächtigter erster Klasse in Rom.
Vom 30. April 1999 bis 6. Mai 2003 war er Botschafter in Athen, wo er am 2. Mai 1996 zum Gesandten und Bevollmächtigten erster Klasse ernannt wurde.
Ab 6. Mai 2003 war er vortragender Gesandter in der Abteilung Subsahara-Afrika.
Vom 6. August 2003 bis 2007 war er Botschafter in Dakar und war mit Sitz in Dakar zeitgleich auch bei den Regierungen in Nouakchott (Mauretanien), Banjul (Gambia), Praia (Kap Verde), Bamako (Mali), und Conakry (Guinea-Bissau) akkreditiert.